# 매트 라이프
매튜 스티븐 라이프(영어: Matthew Steven Rife, 1995년 9월 10일 ~ )는 미국의 배우이자 희극 배우이다.

## 출연 작품
- 평범한 사람 (2014)
- 236호실 (2015)
- 거의 모든 것에 대한 게이머 가이드 (2015–2016)
- 하울러에 오신 것을 환영합니다 (2016)
- 검은 호박 (2018)
- 브루클린 나인-나인 (2019)
- 내 의사의 스토킹: 몽유병자의 악몽 (2019)
- 프레시 오프 더 보트 (2020)
- 버브 패트롤 (2021)
- 애프터 마스크 (2021)
- 엘레베이터 (2021)
- 데스링크 (2021)
- 그냥 스 와이프 (2021)
- 10의 북쪽 (2022)
- 울프 마운틴 (2022)